# Richard Siken
Richard Siken este un poet, pictor și producător de film american. Siken a publicat colecția Crush (Yale University Press, 2005), distinsă cu premiul Yale Series of Younger Poets Competition. 
Al doilea său volum de poezii, War of the Foxes, a fost publicat la Copper Canyon Press în 2015.

## Distincții
Pentru volumul Crush, Siken a primit Premiul Yale Series of Younger Poets, fiind totodată nominalizat pentru Lambda Literary Award și Thom Gunn Award.
Siken a câștigat, de asemenea, un Premiu Pushcart. 